# 周南紹叔
周南紹叔（しゅうなんしょうしゅく、生年不詳 - 寛永10年2月10日（1633年3月20日））は、安土桃山時代から江戸時代にかけての臨済宗建仁寺派の僧。字は周南、諱は紹叔（紹淑）。僧階は西堂で、紹叔西堂や叔西堂とも呼ばれた。

## 略歴
備中足守藩主木下家定の末子（八男）。浅野氏の猶子であったというが、出家して京都で建仁寺295世三江紹益の弟子となった。
高台寺は曹洞宗から臨済宗への転派を求めて認められ、幕府は高台寺を臨済宗南禅寺派とし、高台寺塔頭岡林院の久林元昌を住持にするように命じたが、寛永元年7月（1624年）、高台寺は臨済宗建仁寺派の大本山である建仁寺の三江紹益を中興開山に招聘し、臨済宗建仁寺派とした。これは叔母にあたる高台院（豊臣秀吉正室）のたっての希望により、紹叔を高台寺の住持とするためであったという。
寛永7年（1630年）、紹益は寺務を法嗣の紹叔に譲り、建仁寺境内塔頭久昌院に入ったので、紹叔が高台寺2世となった。
その後、高台寺を去って、父家定が創建してその菩提寺ともなった建仁寺境内塔頭常光院の住持に入り、寛永10年2月10日に没した。周南叔西堂和尚大禅師。
備中国賀陽郡山之内村法明寺に葬られた。